# Rancho Cordova
Rancho Cordova és una població dels Estats Units a l'estat de Califòrnia. Segons el cens del 2007 tenia 60.056 habitants.

## Demografia
Segons el cens del 2000, Rancho Cordova tenia 55.060 habitants, 20.407 habitatges, i 13.550 famílies. La densitat de població era de 944 habitants/km².
Dels 20.407 habitatges en un 34,1% hi vivien nens de menys de 18 anys, en un 44,1% hi vivien parelles casades, en un 16,7% dones solteres, i en un 33,6% no eren unitats familiars. En el 25,5% dels habitatges hi vivien persones soles el 6,3% de les quals corresponia a persones de 65 anys o més que vivien soles. El nombre mitjà de persones vivint en cada habitatge era de 2,68 i el nombre mitjà de persones que vivien en cada família era de 3,22.
Per edats la població es repartia de la següent manera: un 28,4% tenia menys de 18 anys, un 10,2% entre 18 i 24, un 31,9% entre 25 i 44, un 19,4% de 45 a 60 i un 10,1% 65 anys o més.
L'edat mediana era de 32 anys. Per cada 100 dones de 18 o més anys hi havia 92,1 homes.
Cap de les famílies estaven per davall del llindar de pobresa.

## Poblacions més properes
El següent diagrama mostra les poblacions més properes.